# Trachelas scopulifer
Trachelas scopulifer är en spindelart som beskrevs av Simon 1896. Trachelas scopulifer ingår i släktet Trachelas och familjen flinkspindlar. Inga underarter finns listade i Catalogue of Life.